# Приволье (Воронежская область)
Приволье — село в Семилукском районе Воронежской области.
Входит в состав Медвеженского сельского поселения.

## География
Расположено в западной части поселения по берегам реки Камышовка.
В селе имеются три улицы — Деревенская, Привольная и Речная.

## История
Основано в конце XVIII — начале XIX веков. Принадлежало семье Лосевых, усадьба которых была расположена на юго-восточной окраине села на берегу реки. Затем село при надлежало их наследникам.

## Население
| 1859 | 2010 |
| ---- | ---- |
| 319  | ↘51  |